# Предварительное голосование «Единой России» (2016)
Предварительное голосование Единой России (2016) (разг. «праймериз», «внутрипартийные выборы») — имевший рекомендательное значение общенародный отбор кандидатов партией «Единая Россия» для предстоящих в сентябре того же года выборах в Государственную Думу Российской Федерации VII созыва. Голосование состоялось 22 мая 2016 года по всей России, в нём приняли участие более 10 млн граждан (около 10 % избирателей). Свою кандидатуру на предварительное голосование мог выдвинуть любой гражданин России, имеющий пассивное избирательное право (за целым рядом исключений).
Во время данных выборов впервые были введены обязательные дебаты, которые не предусматривали возможности ведения дискуссии между участниками предварительного голосования.
Голосование сопровождалось многочисленными нарушениями (вбросы бюллетеней, подкуп избирателей и прочее). Руководство партии заверяло, что победители предварительного голосования будут выдвинуты в Государственную Думу России, но после проведения предварительного голосования была проведена «чистка» списка победителей, ряд кандидатур был снят без чёткого объяснения причин. Ряд лиц, не участвовавших в предварительных выборах, был включён в списки кандидатов от «Единой России» по предложению её председателя Д. А. Медведева. В проведении предварительных выборов «Единой России» оказали безвозмездную поддержку некоторые региональные государственные избирательные комиссии, а также Общественная палата Российской Федерации.
Социологические службы отмечали падение рейтинга партии «Единая Россия» накануне предварительных выборов на 5 %, но благодаря предварительным выборам партии уже с весны 2016 года вела агитацию, что дало ей некоторое преимущество перед конкурентами на думских выборах в сентябре 2016 года.
22 мая 2016 года «Единая Россия» также провела предварительное голосование для отбора кандидатов на назначенные на 18 сентября 2016 года выборы депутатов некоторых региональных парламентов. Кроме того, в 2016 году проходили предварительные выборы перед выборами в органы местного самоуправления. Это предварительное голосование регионального уровня также имело рекомендательное значение, сопровождалось нарушениями в ходе голосования и невыдвижением части победителей по решению партийных органов. Обязательных дебатов на нём предусмотрено не было, а информационное освещение хода голосования было намного слабее, чем на федеральном уровне.

## Предыстория
В 2009 году в Устав «Единой России» было введено положение об обязательном проведении предварительного голосования. Перед выборами в Государственную думу 2011 года партия провела «Общенародный праймериз». Несмотря на своё название, голосование был внутрипартийным, где право избирать имели не все граждане, а лишь специально отобранные региональными координационными советами выборщики, которых в стране оказалось около 200 тыс. человек (0,21 % от общего числа избирателей). При этом число выборщиков во время голосования было примерно в 10 раз меньшим, чем количество членов «Единой России» (на середину 2010 года в партии было более двух миллионов членов). С учётом того, что среди выборщиков лишь половина была членами «Единой России», то правом избирать на «Общенародном праймериз» были наделены лишь около 5 % членов этой партии. Самовыдвижение кандидатов не было предусмотрено. Для участия в «Общенародном праймериз» 2011 года кандидат (он мог быть как членом «Единой России», так и беспартийным) должен был быть выдвинут либо одним из высших органов «Единой России», либо координационным советом Общероссийского народного фронта. По оценке исследователя А. Ю. Янклович, «Общенародный праймериз» был прежде всего внутрипартийным мероприятием, которое не оказало существенного влияния на избирательную кампанию в Государственную думу 2011 года. Кроме того, результаты голосования на «Общенародном праймериз» были в большинстве случаев проигнорированы. Из 80 списков региональных групп кандидатов в депутаты Государственной думы, которых выдвинул съезд «Единой России» только восемь списков совпали со списками победителей «Общенародного праймериз». Всё же мероприятие сыграло роль в отсеве кандидатов: имели место случаи, когда действующие депутаты Государственной думы, увидев, что не пользуются поддержкой выборщиков, снимали свои кандидатуры. Например, в Алтайском крае в 2011 году с голосования снялись два действующих депутата Государственной думы после того, как один из них получил низкий результат на первых четырёх площадках для голосования, а второй проиграл по итогам 11 площадок.
В дальнейшем «Единая Россия» стала иногда применять «открытую» модель предварительного голосования, позволяющую голосовать всем желающим избирателям. В 2014 году на предварительное голосование «Единой России» перед выборами в Московскую городскую думу проголосовать мог практически любой гражданин, а не только зарегистрированные выборщики.

## Название и правовой статус
В российском законодательстве по состоянию на 2016 год понятия «праймериз» и «предварительное голосование» отсутствовали. В официальном письме секретаря Центральной избирательной комиссии Российской Федерации от 02 августа 2016 года (смотри документ на фото) подтверждено, что «процедура предварительного голосования (праймериз) не регулируется избирательным законодательством». С точки зрения российского законодательства кандидаты от партий выдвигаются их съездами (на региональном уровне партийной конференцией или общим собранием, а в случае отсутствия регионального отделения назначаются партийным органом). Поэтому любые внутрипартийные голосования в России являются мероприятиями, которые партии реализуют исключительно добровольно и по своей инициативе и результаты которых могут не учитывать при выдвижении кандидатов.
Официально внутрипартийные выборы «Единой России» в 2016 году называются «предварительное голосование». Однако в СМИ и в выступлениях политиков прошедшее 22 мая 2016 года голосование называли «праймериз», в том числе руководители «Единой России», которые использовали понятие «праймериз» как синоним слова «предварительное голосование». Например, Д. А. Медведев в июле 2016 года охарактеризовал прошедшее 22 мая 2016 года голосование как «институт, который называется красивым иностранным словечком „праймериз“ (на самом деле это предварительное голосование)». Руководители региональных отделений «Единой России» в выступлениях и интервью называли внутрипартийные выборы как «предварительное голосование» и «праймериз». Такой же подход характерен для публикаций экспертов-политологов (например, в докладе Д. Орлова предварительное голосование неоднократно названо «праймериз»). На официальном сайте предварительного голосования в ряде сообщений голосование, прошедшее 22 мая 2016 года, также названо как «праймериз».
Возможно использование слова «праймериз» в данном случае связано с тем, что в 2016 году проходили предварительные голосования Республиканской и Демократической партий США для определения кандидатов от этих партий для предстоящих в 2016 году выборах президента Соединённых Штатов Америки. Российские СМИ освещали ход американских предварительных голосований и поэтому были вынуждены объяснять российским зрителям, что является «праймериз». Например, ТАСС создало специальный русскоязычный проект, где охарактеризовало американскую систему праймериз (в том числе объяснив, что такое праймериз в США). Заимствованный характер праймериз «Единой России» подчеркнул Д. А. Медведев, указав, что «это интересный международный институт, но мы впервые его применяем».

## Выдвижение, регистрация и снятие кандидатов

Предвыборный щит участника предварительного голосования в Тюмени

Выдвижение кандидатов проходило только в форме самовыдвижения. Кандидат должен был собрать и лично предоставить следующие документы в Региональный организационный комитет:
- заявление;
- паспорт гражданина Российской Федерации;
- документы об образовании;
- справку с места работы/учёбы) или о получаемой пенсии;
- документ о принадлежности к общественному объединению;
- справка о наличии/отсутствии судимости и/или факта уголовного преследования.

Из этого перечня больше всего времени требовалось на получение справки об отсутствии судимости, так как на её выдачу предусмотрено около 30 дней. 170 человек, которые не принесли такие справки в оргкомитеты, были не допущены до предварительного голосования. Остальные документы выдавались гражданину в более короткие сроки или должны были находиться у гражданина на руках (паспорт, документ об образовании). Справка с места работы выдавалась в течение 3-х рабочих дней с момента обращения (статья 62 Трудового кодекса России). Срок изготовления справки из Пенсионного фонда составлял 2 рабочих дня.
Положение не уточняло каким образом кандидат мог представить документ, что он временно неработающий. В России официальный статус безработного, а следовательно и возможность предоставить о нём документ, согласно закону «О занятости населения в Российской Федерации» имеют только те неработающие граждане, которые состоят на учёте в службе занятости. Остальные временно неработающие граждане никак не регистрируются в официальном порядке и документа о положении временно неработающего получить от государственного органа не могут.
Выдвижение кандидатов и порядок предварительного голосования регламентировались специальным Положением «О порядке проведения предварительного голосования по кандидатурам для последующего выдвижения от партии „Единая Россия“ кандидатов в депутаты Государственной Думы Федерального Собрания Российской Федерации седьмого созыва».
Этот документ предусматривал следующие категории граждан России, лишённых права выдвигать свои кандидатуры на предварительное голосование (пункт 1.3 Положения):
- члены других политических партий;
- лица, имеющие или имевшие судимость за совершение любого уголовного преступления, в том числе погашённую;
- лица, подвергавшиеся административному наказанию по одной из двух статей КоАП — 20.3 и 20.29;
- лица, имеющие денежные счёта и вклады за границей в иностранных банках;
- лица, владеющие и (или) пользующиеся иностранными финансовыми инструментами.

В прилагаемом к Положению образце заявления (Приложение 1) от будущего участника предварительного голосования требовалось указать, что не имеет иностранного гражданства, вида на жительство или иного разрешение на постоянное проживание в иностранных государствах. При этом в пункте 1.3 Положения эта категория граждан не была прямо упомянута как лишённая права быть выдвинуть свою кандидатуру на предварительное голосование. На местах эта норма была истолкована как запрет данной категории граждан выдвигать свои кандидатуры на предварительное голосование. По состоянию на 2015 год иностранное гражданство или вид на жительство в другом государстве имели около 878 тысяч граждан России.
Многочисленную категорию лишенцев составили граждане, имевшие судимость (в том числе погашенную). При этом толкование понятия «судимости» было шире, чем в Уголовном кодексе Российской Федерации. Примечание в образце заявления на участие в предварительном голосовании уточняло, что имевшими судимость считаются все осуждённые когда-либо за уголовное преступление (которое считается таковым в действующей на момент подачи заявления редакции Уголовного кодекса Российской Федерации), в том числе освобождённые от уголовного наказания (по амнистии, за истечением срока давности уголовного преследования и по иным основаниям), которых статья 86 Уголовного кодекса Российской Федерации не считает судимыми. При этом не имело значения за что человек был осуждён, в каком возрасте и при каких обстоятельствах и какое понёс наказание, а также сколько времени прошло с момента осуждения и последующие заслуги данного лица перед обществом.
Эти требования важны, так как они включили в категорию лишенцев попали миллионы граждан, которые по нормам Конституционного суда Российской Федерации и Европейского суда по правам человека не могут быть лишены пассивного избирательного права. ЕСПЧ в своих решениях установил, что недопустимо полное и безусловное лишение избирательных прав группы лиц вне зависимости от срока наказания, характера и тяжести совершенного преступления, и иных обстоятельств, противоречит позиции этого суда. Точных данных о численности этой категории граждан, лишённых права выдвигать свою кандидатуру на предварительное голосование нет, но она многочисленна.
По оценке бывшего первого заместителя председателя Верховного суда Российской Федерации В. И. Радченко лица с судимостью на 2008 год составляли в России около 15 млн человек, или почти четвёртую часть взрослого мужского населения страны. При этом лишь третья часть этой категории (около 5 млн) отбывала реальное заключение. Примером применения этой нормы Положения является случай Е. Голуба, которому было отказано в регистрации, так как он около 10 лет назад был осуждён к штрафу за уголовное преступление. Е. Голуб, к которому других претензий со стороны оргкомитета не было, посчитал отказ не соответствующим демократическим нормам и подал жалобу в федеральный оргкомитет, где получил отказ. Конституционный суд Российской Федерации в вопросе бессрочного ограничения пассивного избирательного права занимает позицию, близкую к мнению Е. Голуба. Конституционный суд России запретил ограничивать пассивное избирательное право лиц, которые освобождены судом от наказания, а для остальных категорий осуждённых предписал установить чёткие сроки лишения пассивного избирательного права, по истечении которых лицо не может быть ограничено в пассивном избирательном праве.
Что касается упомянутых статей КоАП, то они направлены на борьбу с экстремизмом (статья 20.29 «Производство и распространение экстремистских материалов», статья 20.3 «Пропаганда либо публичное демонстрирование нацистской атрибутики или символики, либо атрибутики или символики экстремистских организаций, либо иных атрибутики или символики, пропаганда либо публичное демонстрирование которых запрещены федеральными законами»). Численность этой категории «лишенцев» составляла около 2,5 тыс. человек, что видно из следующих цифр: в России лицо считается не подвергавшимся административному наказанию, если прошёл год со дня его привлечения к административной ответственности. По официальным данным Судебного департамента в России за 2015 год по обеим статьям КоАП были привлечены около 2,4 тыс. должностных и физических лиц: по статье 20.3 — 1199 человек, по статье 20.29 — 1172 человека.
Произвольный отказ в регистрации был также возможен. Положение запрещало регистрировать участника в случае совершения им действий, «дискредитирующих Партию, или иных действий (бездействий), наносящих ущерб политическим интересам Партии». Эксперты отмечают, что на этом основании мог получить отказ в регистрации (по согласованию с Федеральным организационным комитетом) на предварительное голосование любой претендент.
Запрет на участие для членов других политических партий не распространялся на тех лиц, которые вышли из этих партий до подачи заявления о регистрации. Регистрация была возможна даже если человек, входя в другую партию, критиковал «Единую Россию» и был избран ранее депутатом от оппозиционной партии. Например, в Свердловской области был зарегистрирован на предварительное голосование А. Г. Альшевских, менее, чем за две недели до подачи заявления вышедший из КПРФ, в которой он состоял более 10 лет и депутатом от которой являлся в региональном Законодательном собрании на момент регистрации.
Подача заявок на участие в предварительном голосовании согласно п. 2.3 Положения проводилась с 15 февраля по 10 апреля 2016 года включительно.
Всего подали заявки на участие в предварительном голосовании в целом по России 3260 человек, в том числе 1437 беспартийных. Из них только 193 действующих депутата Государственной Думы (6 % от числа всех подавших заявки на участие). Но 22 мая 2016 года в бюллетенях был обозначен только 2781 кандидат. Остальные снялись по разным причинам или были исключены из списков. Причины исключения были разные. Например, в Свердловской области региональный комитет партии снял уже включённого в бюллетени кандидата за то, что он на своих предвыборных щитах использовал символику другой партии. Регистрация некоторых участников предварительного голосования была аннулирована за невыполнение требования об участии минимум в двух дебатах. При этом согласно Положению, регламентирующему предварительное голосование, неучастие в дебатах не являлось основанием для отмены регистрации участника предварительного голосования.
Самым странным основанием для аннулирования регистрации было обвинение в совершении действий, «дискредитирующих» «Единую Россию». В Татарстане один из кандидатов был снят за 12 часов до голосования по решению федерального оргкомитета в связи с тем, что на него поступили «многочисленные коллективные обращения обманутых вкладчиков», в которых его обвиняли в причастности к некой афере. Снятый кандидат не был фигурантом уголовного дела. Также федеральный оргкомитет рекомендовал снять кандидата, который ранее был утверждён региональным оргкомитетом, за то, что этот человек в СМИ «нелестно высказывался о нашей партии и о председателе партии».

## Предвыборные дебаты
Партийное Положение (п. 2.22) предусматривало, что каждый участник должен принять участие не менее, чем в двух предвыборных дебатах на территории того избирательного округа, от которого он выдвигается. На федеральном уровне максимального количества дебатов, в которых может принять участие кандидат, не было установлено — многие кандидаты приняли участие в 12 — 15 дебатах. Однако на местах такие ограничения были введены. Например, в Свердловской области региональный оргкомитет установил, что каждый участник предварительного голосования может принять участие не более, чем в пяти дебатах. Видеозаписи дебатов должны были публиковаться в свободном доступе на федеральном сайте предварительного голосования. В регионах дебаты прошли на 1555 площадках.
В конце марта 2016 года в Москве «Единая Россия» провела для участников предварительного голосования двухдневный форум «Кандидат», где участникам предварительного голосования читали лекции, а также обучали искусству ведения дебатов. На этом обучающем мероприятии, проведённом до завершения регистрации кандидатов (она закончилась только 15 апреля) была лишь небольшая часть участников предварительного голосования — около 350 человек из примерно 1500 зарегистрированных на тот момент.

### Темы
Темы дебатов были установлены партийным руководством. Было установлено пять федеральных общеобязательных тем для дебатов:
- Борьба с коррупцией, расточительством, обеспечение открытости власти, эффективность бюджетных расходов;
- Сбережение нации, образование, здравоохранение, социальная политика;
- Экономическая и промышленная политика, поддержка предпринимательской инициативы;
- Развитие сельского хозяйства, обеспечение продовольственной безопасности;
- Качество повседневной жизни, жилищно-коммунальные услуги, жильё, комфортная городская среда.

Федеральный список оказался довольно узкий. В него не попали такие темы, как внешняя политика России или вооружённые силы. Регионы получили право дополнять этот федеральный список своими темами. Отбор региональных тем также не предусматривал каких-либо консультаций с населением. Заместитель секретаря Генерального совета «Единой России» О. Ю. Баталина обозначила следующие довольно жёсткие условия по темам дебатов:
- проведение дебатов по 5 федеральным темам является обязательным;
- региональных тем дебатов не должно быть более половины от общего количества тем.

Однако оба этих условия нарушались в ряде регионов. В отдельных регионах дебаты проходили не по всем 5 федеральным темам, в Челябинской области все 5 федеральных тем дебатов были скорректированы. Не везде соблюдался также лимит для региональных тем. Например, в Татарстане почти все дебаты шли на региональные и скорректированные федеральные темы. Лимит на региональные темы нарушался также в Башкирии, Калужской области, Республике Коми и ряде других регионов.
33 региона ограничились только федеральными темами дебатов, а ещё 20 предложили только по одной региональной теме.
Иногда имело место принуждение к посещению дебатов путём использования административного ресурса. Например, были случаи (в частности, в Тайшетском районе Иркутской области), когда секретари местных отделений «Единой России», являющиеся главами муниципалитетов, рассылали на официальных бланках указания о необходимости присутствия на дебатах местных чиновников.
Ассоциация «ГОЛОС» отметила, что количество просмотров записей дебатов в Интернете было небольшим, а сами дебаты часто проводились формально и не являлись массовыми агитационными публичными мероприятиями. Возможности ведения дискуссии на дебатах существенно ограничивал запрет кандидатам агитировать против конкурентов. Впрочем были единичные случаи, когда дебаты превращались в настоящие дискуссии. В городе Советске (Калининградская область) группе местных жителей удалось в течение трёх часов «атаковать» депутата Государственной думы России Андрея Колесника. Однако в целом дебаты в Калининградской области (на фоне активной «листовочной» войны между кандидатами) проходили пассивно и продолжались не более 30 минут.

### Корректировки тем регионами

#### Корректировки федеральных тем дебатов в некоторых регионах
В некоторых регионах федеральные темы для дебатов ставились только в скорректированном виде. Неизвестно было ли это согласовано с федеральными органами «Единой России».
- Челябинская область. Корректировка в Челябинской области выразилась в том, что из каждой федеральной темы было убрано уточнение. Например, вместо «Борьба с коррупцией, расточительством, обеспечение открытости власти, эффективность бюджетных расходов» была оставлена только «Борьба с коррупцией»[56]. По такому же принципу были сокращены в Челябинской области остальные 4 федеральные темы дебатов[57][58][59][60].
- Ивановская область. В Ивановской области были не только свои темы, но и заметно скорректированные федеральные. Они выглядели в регионе следующим образом:

1. Сбережение нации: образование (проблемы и пути их решения)[61];
2. Сбережение нации: социальная политика (активное долголетие, доступная среда на примере Ивановской области)[62];
3. Экономика: поддержка предпринимательской инициативы (город, село)[63];
4. Борьба с коррупцией[64][65];
5. Сбережение нации: здоровая семья — здоровое государство (государственная политика)[66];
6. Экономическая и промышленная политика в Ивановской области (инвестиционный климат, вхождение в федеральные программы)[67][68];
7. Развитие сельского хозяйства (региональный компонент)[69];

- Иркутская область — дебаты были проведены как на нескорректированные федеральные темы, так и на скорректированные региональные темы. В скорректированном виде федеральные темы в Иркутской области выглядели так:

1. Экономическая и промышленная политика, поддержка предпринимательской инициативы. Центральная экологическая зона: особенности развития территории в режиме ограничений[70];
2. Качество повседневной жизни: жилищно-коммунальные услуги, жильё, комфортная городская среда. Перспективы развития в свете создания территории опережающего развития (В рамках форума)[71];
3. Экономическая и промышленная политика[72].

- Республика Коми разделила федеральную тему «Качество повседневной жизни: жилищно-коммунальные услуги, жильё, комфортная городская среда» на три части:

1. Качество жизни: вопросы ЖКХ[73];
2. Качество повседневной жизни: жилищно-коммунальные услуги и жильё[74];
3. Качество повседневной жизни: комфортная городская среда[75];

- Тверская область сократила федеральную тему «Борьба с коррупцией, расточительством, обеспечение открытости власти, эффективность бюджетных расходов» до «Борьба с коррупцией, обеспечение открытости власти»[76].

#### Непроведение дебатов в субъектах России по федеральным темам
Некоторые регионы не стали проводить дебаты по всем 5 федеральным темам. Еврейская автономная область провела дебаты только по двум темам из пяти предложенных. Также только по двум федеральным темам провела дебаты Адыгея. Причём это было характерно не только для малонаселённых регионов. Например, Белгородская область провела дебаты только по 4 федеральным темам (и одной региональной).

#### Дебаты с одним участником (безальтернативные)
Сама форма дебатов предполагает, что в них обсуждение на заданную тему ведут несколько участников. Поэтому в дебатах принимали участие от двух до шести участников предварительного голосования. Но в некоторых регионов России перед предварительным голосованием «Единой России» были дебаты, в которых участвовал только один кандидат. Такие дебаты прошли в Московской области 5 раз (причём по состоянию на 1 июля 2016 года их видеозаписи не были опубликованы). Такие же дебаты шли в Кировской области, в Камчатском крае, Мурманской области. Как проводились одиночные дебаты неизвестно до сих пор. В списках участников у каждых из таких дебатов значится по одному человеку.

### Неявка участников на дебаты
На местах организаторы столкнулись с проблемой непосещения дебатов участниками, которые ранее на них заявились. Например, 14 мая 2016 года на дебаты в Нижнем Тагиле пришли только 2 участника из 6 заявившихся.

### Исключение неудобных вопросов и критики участников дебатов

Дебаты участников предварительного голосования в Подмосковье. на фото Людмила Чумакова

Все дебаты в рамках предварительного голосования «Единой России» имели два ограничения, которые препятствовали появлению неудобных вопросов, а также любой критики кандидатов. Во-первых, задавать вопрос кандидату на дебатах мог только участник группы поддержки другого кандидата.
Дело в том, что на дебаты допускали только самих участников и их группы поддержки, состоящие из несколько человек. При таких условиях вопрос участнику предварительного голосования не мог задать посторонний человек. Причём журналисты или представители других партий в помещение, где шли дебаты, также не допускались. Поэтому в помещении для дебатов присутствовали только ведущий, участники предварительного голосования и группы их поддержки. Во-вторых, как пояснил секретарь Генсовета «Единой России» С. И. Неверов, каждому участнику было запрещено не только агитировать против другого участника предварительного голосования, но и «высказываться негативно» в адрес оппонента. Д. А. Медведев объяснил такое ограничение критики тем, что «у нас пока ещё не привыкли к тому, что политики ведут себя, как, например, на праймериз в Соединённых Штатах Америки». Свердловский телеведущий и участник предварительного голосования И. В. Шеремет раскритиковал дебаты, назвав их «дистиллированными» и отметив, что «они откровенно навевали скуку».
Накануне некоторых дебатов их участники договаривались — какие вопросы будут кому задаваться, например, в Свердловской области.

### Региональные темы дебатов
В плане предлагаемых региональных тем дебатов отмечалось большое разнообразие. Наиболее популярной региональной темой был патриотизм. Кроме того, в качестве региональных тем зачастую выбирали местные вопросы. Например, в Брянской области отдельная тема была посвящена пострадавшим от Чернобыльской аварии юго-западным районам.
- Татарстан проводил дебаты на 23 региональные темы:

1. Промышленная политика: развитие и конкурентоспособность[95];
2. Сбережение нации: образование — что нужно современной школе[96];
3. Социально-экономическое развитие: точки роста[97];
4. Качество повседневной жизни: проблемы и перспективы[98];
5. Экономическая политика и развитие малого бизнеса[99];
6. Молодая семья: в какой поддержке она нуждается?[100];
7. Борьба с коррупцией и расточительством[101];
8. Открытость власти и эффективность бюджетных расходов (2 раза)[102][103];
9. Развитие сельского хозяйства: покупай татарстанское — патриотизм или целесообразность[104];
10. Качество повседневной жизни: комфортная городская среда и сохранение культурного наследия[105];
11. Сбережение нации: здравоохранение[106];
12. Основные социальные обязательства государства: защищать интересы граждан[107][108];
13. Рынок труда: регулировать или предоставлять возможности?[109];
14. Качество повседневной жизни: развитие дорожной инфраструктуры[110];
15. Патриотизм в современном обществе[111];
16. Социально-экономическое развитие: проблемы и пути преодоления (7 раз)[112][113][114][115][116][117][118];
17. Расходы бюджета: как повысить эффективность?[119];
18. Экономическая политика[120];
19. Промышленная политика как основа безопасности страны[121];
20. Сбережение нации: социальная политика[122];
21. Продовольственная безопасность и развитие сельского хозяйства[123];
22. Открытость власти и эффективность бюджетных расходов[124];
23. Основные социальные обязательства государства: защищать интересы граждан[125].

- Башкортостан проводил дебаты на 15 региональных тем:

1. Работа, зарплата, жильё (5 раз)[126][127][128][129][130];
2. Развитие районов республики, инвестиции[131];
3. Программа развития Зауралья[132];
4. Культура, образование, спорт (6 раз)[133][134][135][136][137][138];
5. Сбережение нации: образование, здравоохранение, спорт (3 раза)[139][140][141];
6. Развитие сельских территорий: проблемы и перспективы[142];
7. Эффективная социальная политика (4 раза)[143][144][145][146];
8. Развитие сельских территорий[147]
9. Налоговая политика и инвестирование[148];
10. Развитие сферы услуг, туризм (3 раза)[149][150][151];
11. Инвестиционная привлекательность регионов[152];
12. Продвижение бренда Республики Башкортостан[153];
13. Бюджетное планирование, эффективное налогообложение[154];
14. Программа развития Северо-востока республики[155];
15. Развитие инфраструктуры районов республики[156];

- Калужская область провела дебаты по 9 региональным темам:

1. Качество повседневной жизни. Обеспечение качественными услугами водоснабжения и водоотведения жителей региона[157];
2. Качество повседневной жизни. Благоустройство населённых пунктов и территорий — залог создания комфортной городской среды[158];
3. Молодёжь региона — золотой запас области. Формирование научно-технического и духовно-культурного потенциала региона[159];
4. Качество повседневной жизни. Сбор и утилизация твёрдых бытовых отходов — как основа экологической безопасности населения[160];
5. Патриотическое воспитание молодёжи, патриотизм как одна из общенациональных ценностей, как национальная идея[161];
6. Территориальное общественное самоуправление как основа формирования гражданского общества[162];
7. Импортозамещение как механизм возрождения отечественной экономики и обеспечения продовольственной и промышленной независимости и безопасности[163];
8. Патриотизм — объединяющий фактор развития страны и региона[164];
9. Качество повседневной жизни: жильё и ЖКХ[165].

- Республика Коми провела дебаты по 9 региональным темам:

1. Доступное образование на селе[166];
2. Модернизация здравоохранения: реалии и перспективы[167];
3. Развитие территорий. Инвестиции и создание новых рабочих мест[168];
4. Позиционирование Республики Коми, как региона с богатым культурным и туристическим потенциалом, биологическим разнообразием[169];
5. Экология Коми: правильное обращение с отходами[170];
6. Социальная политика региона: материнство, детство, семья[171];
7. Кредиты и коллекторы[172];
8. Развитие сельского хозяйства в Республике Коми[173]
9. Лес для будущих поколений: устойчивое лесопользование — от занятости до предпринимательства[174];

- Ивановская область провела дебаты по 6 региональным темам:

1. Пути повышения доходной части бюджета и оптимизация расходов в современных условиях (применительно к Ивановской области)[175];
2. Молодёжная политика — стратегия безопасности России[176];
3. ЖКХ: контроль за работой управляющих компаний, тарифы, переселение из ветхого и аварийного жилья (2 раза)[177][178];
4. Экология региона — качество жизни ивановцев (мусоропереработка, чистая вода, чистый воздух) (2 раза)[179][180];
5. Внутренний туризм — перспективы развития в Ивановской области (2 раза)[181][182];
6. Развитие сельского хозяйства (региональный компонент)[183];

- Владимирская область провела дебаты по 6 региональным темам:

1. Защита прав потребителей и продовольственная безопасность, в том числе в сфере государственных и муниципальных закупок[184];
2. Развитие туризма — как одно из приоритетных направлений в экономическом развитии региона[185];
3. Дети — будущее России (3 раза)[186][187][188];
4. Россия — спортивная держава: развитие массового спорта во Владимирской области[189];
5. Воспитание подрастающего поколения — общегосударственная программа[190];
6. Технологии ведения социально ответственного бизнеса. Наличие и формы государственной поддержки для предпринимателей[191].

- Смоленская область провела дебаты по 6 региональным темам:

1. Развитие сельского хозяйства[192];
2. Развитие системы социальной поддержки в Смоленской области[193];
3. Культурное наследие Смоленщины: как сохранить и приумножить наше богатство[194];
4. Актуальные вопросы развития системы образования[195];
5. Развитие внутреннего туризма в Смоленской области[196];
6. Развитие системы здравоохранения, обеспечение доступности медицинской помощи[197];

- Томская область провела дебаты по 6 региональным темам:

1. Состояние дорог и доступность связи[198];
2. Трудоустройство выпускников ВУЗов и СУЗов[199];
3. Транспортное обслуживание населения[200];
4. Образование, спорт и досуг[201];
5. Доходы населения, занятость[202];
6. Здравоохранение[203].

- Санкт-Петербург проводил дебаты по 5 региональным темам:

1. Строительная политика города: новые микрорайон, социальная инфраструктура новых микрорайонов, уплотнительная застройка, программы реновации, доступность нового жилья, предоставление жилья очередникам. Долгострои, обманутые дольщики и проблема валют (5 раз)[204][205][206][207][208];
2. Транспортная сеть Санкт-Петербурга: качество дорожного покрытия, пробки, наземный транспорт, перехватывающие парковки, программа развития платных парковок, развитие метро (5 раз)[209][210][211][212][213];
3. Малый и средний бизнес. Развитие предпринимательства (5 раз)[214][215][216][217][218];
4. Санкт-Петербург — культурная столица. Сохранение и развитие исторического наследия. Морально-нравственное воспитание молодёжи (7 раз)[219][220][221][222][223][224][225];
5. Проблемы и перспективы развития социальной инфраструктуры в Санкт-Петербурге: дошкольные, школьные учреждения, здравоохранение, культура (3 раза)[226][227][228];

- Хабаровский край провёл дебаты по 5 региональным темам:

1. Реализация проектов Территорий опережающего социально-экономического развития в Хабаровском крае, перспективы близкие и стратегические[229];
2. Роль Хабаровского края в развитии Дальнего Востока, России и Азиатско-Тихоокеанского региона[230];
3. Реализация плана по импортозамещению и реализация продовольственной политики и мониторинга цен на продовольствие и лекарства в Хабаровском крае[231];
4. Совершенствование системы налогообложения малого и среднего предпринимательства, увеличение доли закупок у малого и среднего предпринимательства, формирование благоприятного инвестиционного климата (2 раза)[232][233];
5. Снижение напряжённости на рынке труда, социальная поддержка отдельных категорий граждан[234];

- Алтайский край проводил дебаты по 3-м региональным темам:

1. Развитие туризма: проблемы развития туристической инфраструктуры в Алтайском крае, развитие особых экономических зон (2 раза)[235][236];
2. Государственно-частное партнёрство как инструмент реализации социально-экономического развития Алтайского края (2 раза)[237][238];
3. Молодёжная политика: патриотическое воспитание, спорт, формирование здорового образа жизни (2 раза)[239][240];

- Архангельская область проводила дебаты по 3-м региональным темам:

1. Развитие молодёжной политики в Архангельской области: занятость и социальный досуг[241];
2. Развитие транспортной доступности в регионе[242];
3. Программа развития Архангельска как областного центра: проблемы и перспективы реализации[243];

- Краснодарский край проводил дебаты по 3-м региональным темам:

1. Развитие физической культуры и спорта (3 раза)[244][245][246];
2. Развитие ресурсного потенциала туристско-рекреационных услуг (2 раза)[247][248];
3. Патриотизм как национальная идея. Патриотическое воспитание подрастающего поколения (4 раза)[249][250][251][252];

- Курская область провела дебаты по 3-м региональным темам:

1. Патриотизм как объединяющая национальная идея. Духовно-нравственные идеалы. Особенность патриотизма в России (2 раза)[253][254];
2. Будущее моногородов. Меры поддержки градообразующих предприятий. Опыт регионов[255];
3. Инвестиции в человеческий капитал. Приоритеты государственной молодёжной политики[256];

- Новгородская область провела дебаты по 3-м региональным темам:

1. Патриотизм — национальная идея России[257];
2. Сбережение нации: социальная политика, забота о семье[258];
3. Депутат «Единой России»: ответственность и забота о людях[259].

- Новосибирская область провела дебаты по 3-м региональным темам:

1. Транспортная доступность отдалённых районов Новосибирской области (2 раза)[260][261];
2. Благоустройство частного сектора (Новосибирская область)[262];
3. Состояние муниципальных дорог (Новосибирская область)[263];

- Самарская область провела дебаты по 3-м региональным темам:

1. Материнство и детство: поддержка семей с детьми (3 раза)[264][265][266];
2. Молодёжная политика: поддержка и реализация молодёжных инициатив (3 раза)[267][268][269];
3. Государство и молодёжь: молодёжная политика, поддержка молодых семей, подготовка квалифицированных кадров (2 раза)[270][271].

- Северная Осетия проводила дебаты по 3-м региональным темам:

1. Развитие гражданского общества[272];
2. Духовно-нравственное воспитание подрастающего поколения. Проблемы сегодняшнего дня[273];
3. Механизмы реализации молодёжной государственной политики. Проблемы и пути их решения[274];

- Тамбовская область проводила дебаты по 3-м региональным темам:

1. Актуальные вопросы капитального ремонта жилого фонда[275];
2. Проблемные вопросы ЖКХ и возможные пути их решения[276];
3. Актуальные вопросы содержания и ремонта дорог регионального и муниципального значения[277].

- Республика Алтай провела дебаты по 2-м региональным темам:

1. Развитие туризма с сохранением экологической составляющей Горного Алтая (2 раза)[278][279];
2. Сохранение и развитие межнационального согласия и межконфессионального единства как основа устойчивого развития Республики Алтай[280].

- Брянская область провела дебаты по 2-м региональным темам:

1. Патриотизм как национальная идея на Брянщине (3 раза)[281][282][283];
2. Социально-экономическое и экологическое развитие юго-западных районов Брянской области (2 раза)[284][285].

- Волгоградская область проводила дебаты по 2-м региональным темам:

1. Наведение порядка. Проблемы, точки приложения усилий Партии «Единая Россия» и депутатов ГД ФС РФ. (4 раза)[286][287][288][289];
2. Развитие территорий (3 раза)[290][291][292];

- Кабардино-Балкария проводила дебаты по 2-м региональным темам:

1. Здоровье нации: активный и полноценный отдых, укрепление здоровья путём развития сферы туризма, спорта и курортов[293];
2. Экономическая и промышленная политика, поддержка предпринимательской инициативы, эффективность бюджетных расходов[294];

- Кировская область проводила дебаты по 2-м региональным темам:

1. Патриотизм — объединяющий фактор развития страны и региона (3 раза)[295][296][297];
2. Комфортная городская среда как взаимодействие власти, бизнеса, горожан[298].

- Оренбургская область проводила дебаты по 2-м региональным темам:

1. Патриотизм, как основа национальной идеи[299];
2. Внешнеполитический курс России на современном этапе и его влияние на внутреннюю политику страны[300].

- Пермский край провёл дебаты по 2-м региональным темам:

1. Стратегия развития Пермского края (2 раза)[301][302];
2. Патриотическое воспитание молодёжи и патриотизм как национальная идея[303].

- Ставропольский край проводил дебаты по 2-м региональным темам:

1. Стратегия развития Кавказских Минеральных Вод (2 раза)[304][305];
2. Импортозамещение. Меры поддержки отечественных производителей (2 раза)[306][307].

- Тюменская область проводила дебаты по 2-м региональным темам:

1. Высшее образование и наука как важнейший фактор развития Тюменской области[308];
2. Привлечение инвестиций в Тюменскую область[309];

- Орловская область провела дебаты по 2-м региональным темам:

1. Патриотизм: национальная идея, государственная политика, принцип воспитания[310];
2. Совершенствование социальной политики[311].

- Чукотский автономный округ провёл дебаты по 2-м региональным темам:

1. Обеспечение продовольственной безопасности в условиях Крайнего Севера[312];
2. Проблемы и перспективы социально-экономического развития Чукотского автономного округа[313];

- Иркутская область провела дебаты на одну региональную — Монопрофильная экономика: преимущество или барьер для развития (Иркутская область)[314];
- Калининградская область провела дебаты по одной региональной теме — Туристическая привлекательность региона: морской туризм, туризм по внутренним водным путям[315];
- Калмыкия провела дебаты по одной региональной теме — Языковое многообразие, сбережение многонациональной культуры российского народа[316];
- Камчатский край провёл дебаты по одной региональной теме — Экологическая безопасность и сохранение природных ресурсов[87];
- Красноярский край провёл дебаты по одной региональной теме (4 раза) — Сибирь — вектор развития[317][318][319][320];
- Мордовия провела дебаты по одной региональной теме — Аспекты развития Республики Мордовия[321];
- Рязанская область провела дебаты по одной региональной теме (5 раз) — Патриотизм. Духовность. Нравственность[322][323][324][325][326];
- Удмуртия провела дебаты по одной региональной теме — Современные угрозы обществу: информационная политика и безопасность (2 раза)[327][328];
- Тульская область провела дебаты по одной региональной теме — Социальная политика: основные приоритеты развития[329];
- Ненецкий автономный округ провёл дебаты по одной региональной теме (2 раза) — Развитие сельского хозяйства, обеспечение продовольственной безопасности. Развитие социальной инфраструктуры на селе[330][331];
- Ямало-Ненецкий автономный округ провёл дебаты по одной региональной теме — Развитие Арктики Ямал: развитие российской Арктики[332];
- Бурятия провела дебаты по одной региональной теме — Современные проблемы экологии на территории Республики Бурятия. Специфика хозяйственной и туристической деятельности на Байкале (3 раза)[333][334][335];
- Курганская область провела дебаты по одной региональной теме — Молодёжная политика: как остановить отток молодёжи из региона[336];
- Магаданская область провела дебаты по одной региональной теме — Перспективы развития Магаданской области (3 раза)[337][338][339];
- Нижегородская область провела дебаты по одной региональной теме — В. В. Путин «Патриотизм как национальная идея» (5 раз)[340][341][342][343][344].
- Москва провела дебаты по одной региональной теме — Патриотизм и традиционные ценности (16 раз)[345][346][347][348][349][350][351][352][353][354][355][356][357][358][359][360].
- Московская область провела дебаты по одной региональной теме — Экономическая и промышленная политика[361];
- Белгородская область проводила дебаты по одной региональной теме — Солидарное общество[362].
- Приморский край провёл дебаты по одной региональной теме — Экономическая и промышленная политика. Новые экономические проекты — ТОРы, Свободный порт Владивосток (4 раза)[363][364][365][366].
- Якутия провела дебаты по одной региональной теме — Север и Арктика: стратегия жизни (Телемост с тринадцатью арктическими и северными районами)[367];
- Крым провёл дебаты по 6 региональным темам:

1. Перспективы развития малого и среднего бизнеса на территории Республики Крым[368];
2. Молодёжная политика как инструмент воспитания патриотизма[369];
3. Многонациональность Крыма: богатство или проблема?[370];
4. Перспективы комплексного развития Южного берега Крыма[371];
5. Крым и «украинское» кредитное наследство[372];
6. Стратегия развития Крыма (2 раза)[373][374].

- Севастополь провёл дебаты по двум региональным темам:

1. Интеграция в правовое поле Российской Федерации[375];
2. Патриотическое воспитание — основа национального единства (2 раза)[376][377].

## Предвыборная агитация кандидатов

Агитационные материалы участницы предварительного голосования Единой России на торговой точке Екатеринбурга

Каждый участник имел право проводить довольно ограниченную предвыборную агитацию за себя. Ограничения заключались в запрете агитировать против другого участника предварительного голосования (п. 2.23 Положения) и в обязанности предоставить агитационные материалы до начала их распространения в Организационный комитет (п. 2.25). Этим запретом предварительное голосование «Единой России» резко отличалось от праймериз в США, где кандидаты вправе агитировать против своих конкурентов и зачастую используют агрессивные методы (а также контр-пиар).
Если в агитационном материале присутствовали изображение другого физического лица (или высказывание физического лица об участнике), то дополнительно для распространения требовалось представить согласие этого физического лица (это правило не распространялось, если высказывание было ранее обнародовано, или представлялось изображение близкого родственника участника).
Для агитации за участников предварительного голосования использовались социальные сети (например Facebook) и рассылка электронных писем избирателям. Некоторые участники устраивали для избирателей праздники (Новгородская область), посадки «именных деревьев», беспроигрышные лотереи (Калужская область и некоторые другие регионы).
Некоторые информагентства отмечали интересный случай: в детском саду Перми кандидатов-участников предварительного голосования, которые выдвигались в Законодательное собрание Пермского края, представили дошкольникам как «наших волшебников» аниматоры, одетые в костюмы героев мультсериалов.
Отмечены случаи агитации за кандидатов в государственных образовательных учреждениях. Например, на информационной доске Ивановского промышленно-экономического колледжа рядом с расписанием учебных занятий была размещена листовка, призывающая проголосовать за участника предварительного голосования главу города Иваново А. А. Хохлова, который баллотировался по одномандатному избирательному округу № 91 (и занял, по итогам голосования, первое место).
Часто агитация носила формальный характер и ограничивалась только дебатами. В Тамбовской области только одна пятая часть кандидатов проводила встречи с избирателями и распространяла агитационные материалы, причём листовки в большинстве случаев были выполнены по одному шаблону и отличались только по фотографии кандидата.
С точки зрения российского избирательного законодательства нет никаких ограничений для участника предварительного голосования по проведению им агитации: отсутствуют избирательные счёта и финансовая отчётность для кандидатов, не ограничены объём выпускаемой агитационной продукции и её размещение.
Известен случай, когда агитация, начатая в период предварительного голосования, продолжалась вплоть до самых выборов в Государственную думу. А. А. Вассерман отмечал, что победивший его кандидат от «Единой России» А. В. Жарков «просто не снимал свою рекламу, оставшуюся со времён первичных выборов, и это, конечно, ему обошлось недёшево, но зато очень сильно подействовало на округ».

### Чёрный пиар и административный ресурс
Чёрный пиар, по оценке Ассоциации «ГОЛОС», применялся редко. Политолог В. П. Ермолаев, напротив, пришёл к выводу, что в ряде регионов России широко применялись на предварительных голосованиях как чёрный пиар, так и административный ресурс. Отмечен случай выпуска в Иркутской области газеты «Байкальские вести» тиражом 300 тысяч экземпляров против участника предварительного голосования по одномандатному округу № 95 С. Тена (в итоге он занял первое место). В Краснодарском крае распространялись листовки с сообщениями, что Общероссийский народный фронт «голосует за всех», кроме мэра Краснодара В. Л. Евланова, выдвинувшегося по одномандатному округу № 46 (в итоге занял первое место). В Калининградской области шла активная «листовочная» война между кандидатами, включавшая в себя скандальные «заказные» публикации в региональных СМИ, срыв плакатов и листовок, а также «перекуп» агитационных материалов.
Административный ресурс при агитации также применялся. До голосования была подана жалоба от четырёх участников предварительного голосования (в том числе одного депутата регионального парламента), что глава Новосибирского района публично заявил, что кандидаты по 5 одномандатным округам по Новосибирской области уже определены и при этом назвал их фамилии. Один из руководителей партии, С. И. Неверов, которому было адресовано это обращение, ещё до его рассмотрения заявил, что «никак» на него реагировать не собирается, а использование административного ресурса невозможно на предварительном голосовании «Единой России». В Самарской области была организована акция «Праздничный пирог для ветерана», в ходе которой местные учителя приносили кроме пирогов также бейджи, на которых было указано, что инициатором этого мероприятия является участник предварительного голосования по 158 округу Н. Колесниковой (на тот момент она же являлась заместителем регионального министра образования).

## Голосование

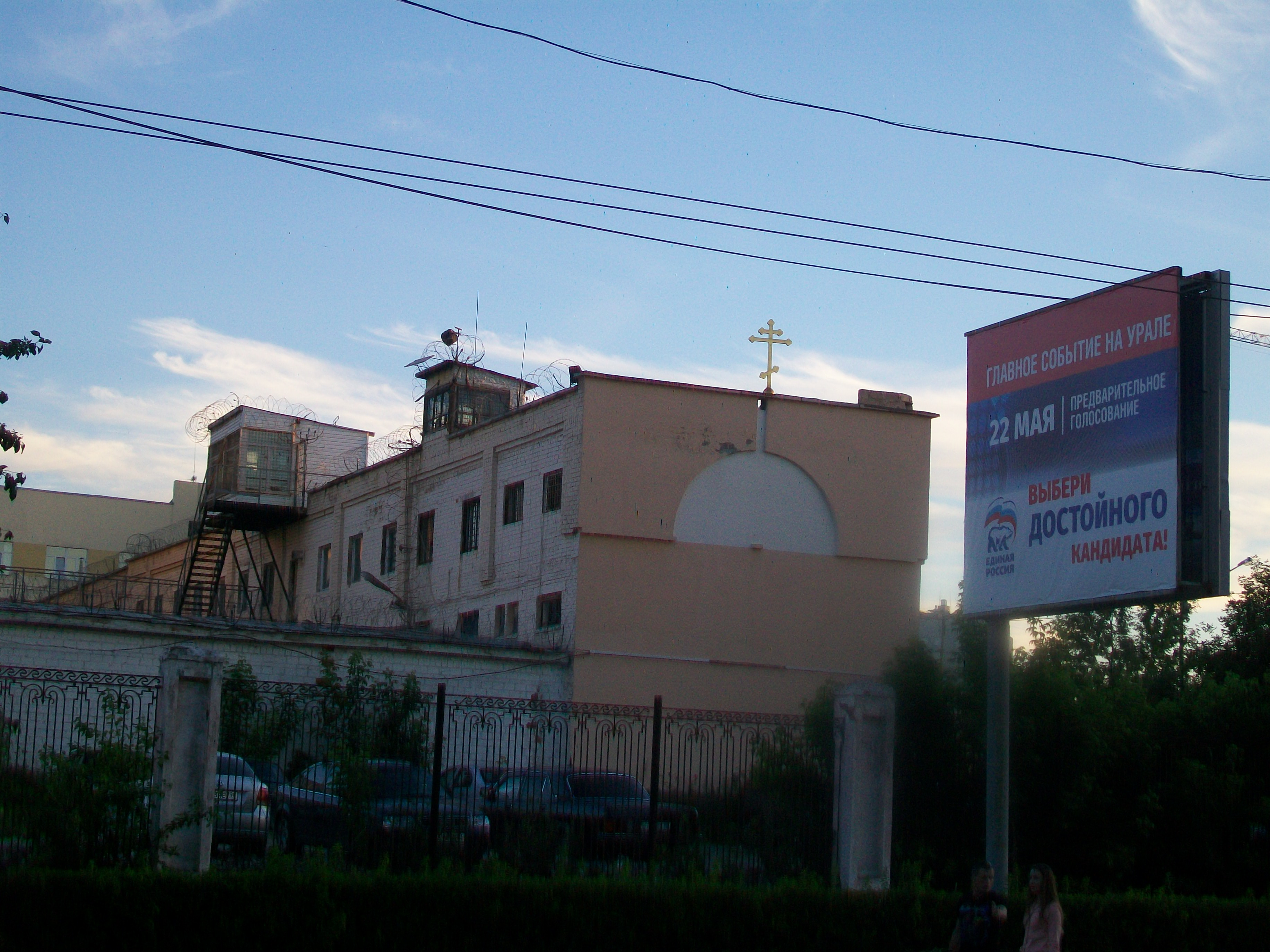
Щит с призывом идти на предварительное голосование, установленный у исправительной колонии Екатеринбурга. Заключённые были лишены права участвовать в предварительном голосовании «Единой России»

### Явка
Голосование 22 мая 2016 года осуществлялось на 19 081 участке. На них в целом по России пришли 10 519 863 человек (9,6 % избирателей). Наиболее высокая явка была в трёх регионах России — Чувашии (16,76 %), Чечне (15 %) и в Татарстане (14,96 %). Самой низкой оказалась явка в Архангельской области — 3 % избирателей.
Очень низкой была явка в Санкт-Петербурге (малой родине руководителя партии Д. А. Медведева) — 4,7 % избирателей. Для голосования фабрика Гознак напечатала более 30 млн бюллетеней, которые имели 4 степени защиты от подделки. Информация во всех бюллетенях была на русском языке, но для регионов России, где были установлены другие официальные языки, разрешалось дублировать информацию на этих языках. В итоге в 9 субъектах Российской Федерации бюллетени были выполнены на нескольких языках. В России подавляющее большинство взрослого населения владеет русским языком. В связи с этим учёный-демограф В. А. Тишков пришёл к выводу, что в стране «фактически все население способно общаться на одном языке».
Проголосовать мог любой гражданин России, обладающий активным избирательным правом и пришедший на участок и предоставивший свои персональные данные. Кроме того, право голоса получили несовершеннолетние на момент проведения предварительного голосования граждане (если им в день выборов 18 сентября 2016 года уже исполнится 18 лет).
Многие участки были открыты в помещениях муниципальных школ, что вызвало неоднозначную реакцию в обществе. Ассоциация «ГОЛОС» приветствовала такое использование общественных знаний, отметив, что в сельской местности зачастую только здание школы является единственно подходящим для проведения голосования. От граждан и политических партий в органы прокуратуры в ряде регионов (Нижегородская, Рязанская, Ярославская области, Пермский край и другие) поступили обращения о законности проведения предварительного голосования «Единой России» в образовательных учреждениях. После проведения предварительного голосования прокуратура Сыктывкара (Республика Коми) сначала установила, что предоставление помещений образовательных учреждений для деятельности политической партии нарушает закон «Об образовании в Российской Федерации» от 29.12.2012 N 273-ФЗ и вынесла прокурорские представления. Однако затем прокуратура отозвала вынесенные представления как «необоснованно внесённые». Представитель «Единой России» сообщил, что у партии есть письменное разрешение от министерства образования на проведение предварительного голосования в школах.
На местах явка стимулировалась не только с помощью агитационных материалов. Например, в Челябинске на выходе с участков всем проголосовавшим в определённые часы раздавались купоны на получение трёх бесплатных «дегустационных» пачек макарон, выпущенных фабрикой, которая принадлежала семье одного из кандидатов (сам кандидат снялся с предварительного голосования до 22 мая 2016 года).

### Нарушения порядка сбора и обработки персональных данных избирателей
По данным отчёта Ассоциации «ГОЛОС» в 9 субъектах России имело место нарушение норм законодательства о персональных данных на предварительном голосовании «Единой России». Согласно Регламенту предварительного голосования избиратель должен был для получения бюллетеня дать согласие на обработку персональных данных (фамилия, имя, отчество, адрес, паспортные данные). Однако в Пермском крае и Челябинской области были случаи голосования без предоставления такого согласия и от избирателей просили предоставить номера телефонов и адреса электронной почты.

### Рейтинговое голосование
22 мая 2016 года (как и на «Общенародном праймериз» 2011 года) любой избиратель мог проголосовать за любое количество кандидатов, внесённых в выданный ему избирательный бюллетень. Этот принцип сделал невозможным определение количества людей, поддержавших того или иного кандидата. Секретарь Генсовета партии С. И. Неверов пояснил, что это рейтинговое голосование. Однако, как отметил один из авторов экспертного доклада о предварительном голосовании С. И. Минченко, предоставленное «Единой Россией» право голосовать за нескольких кандидатов не является рейтинговым голосованием.

### Нарушения в ходе голосования
Голосование на предварительном голосовании «Единой России» сопровождалось, по данным выборочного отчёта Ассоциации «ГОЛОС» многочисленными и разнообразными нарушениями. Только в день проведения голосования, 22 мая 2016 года, поступило в оргкомитет 426 жалоб на действия членов счётных комиссий и о нарушении правил агитации.
Самым крайним случаем вероятно был инцидент в посёлке Пластун (Приморский край), где в помещение для голосования ворвались два десятка мужчин, которые потребовали выдать им урну с бюллетенями, а после отказа пообещали сжечь участок вместе с урной и людьми. Помимо этого случая были многочисленные иные нарушения в день голосования:
- нападения на наблюдателей. В Сахалинской области наблюдатель предварительного голосования заявила, что её душил местный рыбопромышленник когда она пришла к нему с жалобами на нарушения, замеченные ей в ходе голосования[408]. В Кемеровской области неизвестное лицо душило наблюдателя, который пытался зафиксировать на видео факт вброса заполненных бюллетеней[409]. В Санкт-Петербурге мужчина избил девушку-наблюдателя, которая пыталась снять на видео, как он рекомендовал другому лицу куда ставить галочку[410];
- подвоз избирателей на участки в пользу того или иного кандидата также имел место в ряде случаев. Например, в городе Артёмовский (Свердловская область) местный депутат пожаловался, что на участки избирателей трёх кандидатов доставляли девять автобусов[411]. В Волгограде, по словам депутата Государственной думы О. В. Савченко, к участку, расположенному в местной гимназии, организовано подвозили избирателей-учителей на автобусах уже в 5 часов утра[412]. В Грибановском (Воронежская область) и Приволжском (Ивановская область) районах по свидетельствам очевидцев избирателей подвозили к участкам на школьных автобусах[54];
- подкуп избирателей. Жалобы на подкуп избирателей на местах поступали ещё до голосования. В Перми 18 мая 2016 года состоялся митинг сторонников «Единой России» против подкупа избирателей, причём с фактом наличия подкупа согласился даже исполнительный комитет местного отделения партии[413]. О подкупе в день голосования сообщал ряд СМИ. В Приморском крае в ряде населённых пунктах избирателям раздавали деньги и продуктовые наборы[414]. По данным Ассоциации «ГОЛОС» подкуп избирателей происходил не менее, чем в 15 регионах России[54];
- вброс заполненных бюллетеней также имел место. В Мурманске непрозрачные урны для голосования были опечатаны до начала голосования в присутствии наблюдателей только одного кандидата — действующего мэра города[415]. После того, как по требованию наблюдателей от другого кандидата одна из урн была вскрыта, в ней оказалось 600 уже заполненных бюллетеней за действующего мэра города и одного из депутатов[415]. Участник предварительного голосования и депутат Государственной думы М. П. Максакова-Игенбергс написала на своей странице в социальной сети, что на участке в школе № 385 с 8:00 до 09:00 проголосовал только один человек, а в урне оказалось 500 бюллетеней[источник не указан 108 дней].

В ходе подсчёта голосов имели место следующие нарушения:
- недопуск кандидатов и их представителей в помещения, где пересчитывали голоса. В Хабаровском крае участника предварительного голосования и депутата Государственной думы Б. Резника не пустили в помещение, где подсчитывали голоса[416]. Возмущённый депутат назвал своих хабаровских однопартийцев жуликами[416];
- внесение изменений в протоколы счётных комиссий в отсутствие наблюдателей и отказ показать протоколы наблюдателям В Санкт-Петербурге один из кандидатов заявил, что после голосования в региональном комитете «Единой России» вносили изменения в протоколы участковых счётных комиссий (эти протоколы ранее отказались показать представителям кандидата)[417]. Ассоциация «ГОЛОС» отметила факты фальсификации явки и результатов голосования минимум в 20 регионах России[54].

### Принуждение к участию в голосовании
Согласно отчёту Ассоциации «ГОЛОС» минимум в 20 регионах России имело место административное принуждение к участию в голосовании государственных и муниципальных служащих, работников бюджетных организаций, студентов, а также рабочих промышленных предприятий. Например, в Красноярском крае была уволена заведующая школьной столовой, которая отказалась идти на предварительное голосование.

## Социальный состав победителей предварительного голосования
По результатам голосования в списке победителей как по региональным партийным спискам, так и по одномандатным округам абсолютно преобладали действующие депутаты. По данным С. И. Неверова, из 625 победителей предварительного голосования по всей России более половины (335 человек) были депутатами различных уровней, а 89 являлись муниципальными чиновниками. Например, в Свердловской области по итогам голосования из 3-х первых мест по региональному партийному списку 1 место занял депутат Государственной Думы, а ещё 1 место — депутат регионального Законодательного собрания. Из 7 победителей по 7 одномандатным округам в Свердловской области все оказались или депутатами или государственными служащими: 1 депутат Государственной думы, 4 депутата регионального Законодательного собрания, 1 начальник полиции и 1 областной министр.

## «Чистка» победителей предварительного голосования
Руководство «Единой России» в декабре 2015 года заверяло избирателей, что «победители народного отбора гарантированно будут выдвинуты партией на выборах депутатов нижней палаты парламента». При этом это подтверждалось лидерами партии. Так, секретарь Генерального совета «Единой России» С. И. Неверов утверждал следующее: «Мы гарантируем нашим избирателям, что выдвинем на выборах поддержанных ими кандидатов. И именно они будут представлять регионы и отстаивать интересы субъектов в парламенте». Впоследствии он заявил, что победителям предварительного голосования по одномандатным округам будут предложены места в партийных списках кандидатов от «Единой России». Помимо этого, председатель партии «Единая Россия» Д. А. Медведев, выступая на съезде партии во время утверждения положения о предварительном голосовании, сообщил, что «только те, кто получит реальную поддержку людей, будут участвовать в выборах депутатов Государственной Думы. Другого способа попасть в список „Единой России“ просто нет». Подобные заявления имели место от руководства региональных отделений «Единой России», когда, например, секретарь Приморского краевого отделения «Единой России» сообщила, что «победители, занявшие первые места, будут выдвинуты кандидатами в депутаты». После подведения итогов голосования, С. И. Неверов также заверил, что никаких «замен» не будет и победители предварительного голосования во всех 225 одномандатных округах будут выдвинуты в качестве кандидатов в Государственную Думу. При этом партия имеет право выдвинуть 400 человек и, по заявлениям С. И. Неверова, оставшиеся места должны распределяться согласно результатам выборов и пропорционально численности избирателей каждого субъекта.
После завершения голосования оказалось, что руководство партии не намерено выдвигать всех, кто победил на предварительном голосовании. В конце мае — июне 2016 года, после подведения первых предварительных результатов предварительного голосования, Федеральный оргкомитет провёл «чистку», исключив ряд победителей из списка участников голосования. Уже 27 мая 2016 года трое участников были удалены из списка. Победитель предварительного голосования по одномандатному округу в Калининградской области был снят, по словам С. И. Неверова, в связи с выявлением «дискредитирующих фактов». Снятие победителя предварительном голосовании по Нижнетагильскому одномандатному округу Неверов мотивировал использованием «административного ресурса», но никаких подробностей нарушений, допущенных этим участником названо не было. До голосования он утверждал, что использования административного ресурса на предварительном голосовании «Единой России» быть не может, так как применяется рейтинговое голосование. 26 июня 2016 года федеральный оргкомитет исключил из списков А. Горохова, занявшего второе место в предварительному голосованию по 98-му одномандатному округу (Калининградская область), а также А. Александрова, занявшего третье место по партийному списку партии по Новосибирской области. Причина исключения сформулирована достаточно в общих словах: «появились данные, свидетельствующие о том, что участие этих кандидатов в избирательной кампании несёт репутационные риски».
Также появились сообщения в СМИ о том, что некоторые победители предварительного голосования сняли свои кандидатуры под давлением. Например, СМИ утверждали, что для того, чтобы повлиять на занявшую по итогам голосования третье место в региональном партийном списке КВН-актрису Ю. Е. Михалкову-Матюхину, в Москву вылетел Екатеринбургский митрополит Кирилл, и беседа с ним заставила Ю. Е. Михалкову-Матюхину снять свою кандидатуру. С. Москвина, занявшая первое место в предварительном голосовании по Ивановской области, сняла свою кандидатуру после того, как ей была предложена губернатором той же области П. А. Коньковым должность замначальника областного департамента здравоохранения.
Итоговый «почищенный» список был объявлен 27 июня 2016 года на XV съезде «Единой России».
В Нижнетагильском одномандатном округе, где победитель голосования был снят федеральным оргкомитетом, ожидали, что «Единая Россия» выдвинет кандидата, занявшего на предварительном голосовании второе место. Однако в Государственную Думу партией был выдвинут занявший четвёртое место на голосовании 22 мая 2016 года А. Балыбердин. Комментируя это решение на специальной пресс-конференции, глава Нижнего Тагила С. Носов объяснил, что «люди могут ошибаться, а партия не ошибается» и потому «Единая Россия», аннулировав итоги предварительного голосования, «зачистила ситуацию». Выбор же именно Балыбердина, по словам С. Носова, был обусловлен тем, что в его пользу поступили обращения от рабочих Уралвагонзавода (причём обращений было меньше, чем число людей, проголосовавших на предварительное голосование).
В Санкт-Петербурге по двум одномандатным округам, где прошло предварительное голосование, съезд «Единой России» не стал выдвигать ни одного кандидата в Госдуму. Всего по стране «Единая Россия», несмотря на обещание С. И. Неверова выдвинуть по 225 одномандатным округам победителей голосования 22 мая, оставила без выдвижения кандидатур 18 одномандатных округов, по которым ранее провела предварительные выборы, причём в этих округах результаты предварительного голосования не были отменены. Данную ситуацию в партии объяснили стремлением сохранить в парламенте представительство профессиональных депутатов. Однако возможно имел место сговор с другими «парламентскими» партиями (КПРФ, Справедливой Россией и ЛДПР) о «разделе округов». Ещё в феврале 2016 года Неверов заявил, что «Единая Россия» готова договориться со всеми парламентскими партиями о выдвижении совместных кандидатов в некоторых одномандатных округах. Он уточнил, что такой диалог идёт, и что ранее подобный «формат взаимодействия» партия «Единая Россия» уже применяла с парламентскими партиями на выборах глав российских регионов.

### Включение в избирательные списки лиц, не участвовавших в предварительном голосовании
Руководство «Единой России» неоднократно заявляло в 2016 году, что кандидатами от этой партии будут выдвинуты только лица, прошедшие предварительное голосование. Однако по предложению премьер-министра России, председателя партии Д. А. Медведева в список кандидатов от партии на выборах в Государственную Думу включили ряд лиц, которые даже не участвовали в предварительном голосовании, причём лица были поставили в списках на первые места). Эти кандидаты следующие:
- Н. В. Поклонская;
- В. В. Володин;
- С. С. Говорухин;
- А. Н. Чилингаров;
- В. А. Шаманов.

Также по предложению Медведева в списки кандидатов от «Единой России» включили 19 глав российских регионов (10 республик и 9 областей), которые в предварительном голосовании не участвовали. Премьер-министр России объяснил появление данных кандидатов тем, что они являются лидерами общественного мнения, а также теми, кто сплачивает людей. Журналистами и аналитиками было озвучено мнение о том, что «Единая Россия» таким образом использует технологию «паровоз».
Также без проведения предварительного голосования был сформирован общефедеральный список кандидатов, куда вошёл только один человек — лидер партии Д. А. Медведев.
Норма об обязательности проведения предварительного голосования была закреплена в Уставе партии «Единой России» в 2009 году, когда предварительное голосование стало обязательной процедурой для всех претендентов на участие в выборах в Госдуму от «Единой России». П. 8.1 Устава (в редакции от 6 февраля 2016 года) устанавливал: «Проведение предварительного партийного голосования является обязательным при проведении процедур, связанных с определением кандидатур для последующего их выдвижения кандидатами в депутаты или на иные выборные должности в органах государственной власти и органах местного самоуправления».

## Объединение региональных партийных списков после предварительного голосования
В июне 2016 года были утверждены партийные списки от «Единой России» по регионам. Всего были сформированы 36 «региональных групп». При этом в одну группу зачастую объединяли несколько соседних регионов. Например, в региональную группу № 25 были включены Астраханская и Ростовская области, Ставропольский край и Республика Калмыкия. Сам принцип формирования таких межрегиональных групп противоречил прошедшему предварительному голосованию, где голосованием формировался отдельный список по каждому региону. Более того, сами критерии объединения региональных списков остались неизвестными. Например, кандидатов от Адыгеи (где избирателей менее 0,5 млн человек) выделили в отдельный список, а кандидатов от гораздо более населённой Астраханской области объединили с кандидатами от других регионов.

## Расходы на предварительное голосование «Единой России»
По словам секретаря Генерального совета «Единой России» С. И. Неверова, предварительное голосование обошлось партии примерно в 600 млн рублей, из которых около 200 млн пошло на аренду помещений, а около 400 млн рублей на заработную плату людям 22 мая 2016 года. Однако Неверов. в частности, не уточнил расходы на изготовление избирательных бюллетеней для голосования (по подсчётам работника издания «Газета.ру», печать бюллетеней на фабрике Гознак могла обойтись партии почти в 270 млн руб), организацию дебатов, а также агитацию за участие в предварительном голосовании (рекламные щиты с призывами прийти на участки и прочее).
Затраты на предварительное голосование намного превысили официальные расходы «Единой России» на участие в выборах в Государственную Думу в сентябре, на которые партия потратила 471 млн рублей.

## Социальный состав итоговых списков кандидатов «Единой России»
После изменения списков победителей предварительного голосования и дополнения их лицами, не участвовавшими в голосовании, в Центризбирком России были представлены итоговые списки кандидатов в Государственную Думу. Их социальный состав можно проследить на примере партийного списка региональной группы № 15, которая охватила Волгоградскую, Пензенскую, Саратовскую, Тамбовскую области. Всего в списке группы № 15 оказались 18 человек, в том числе:
- Действующие депутаты Государственной Думы — 4;
- Члены Совета Федерации — 1;
- Действующие депутаты региональных парламентов — 2;
- Федеральные госслужащие — 1;
- Областные государственные служащие — 1;
- Муниципальные государственные служащие — 1;
- Руководители бюджетные организаций (муниципальной и областной формы собственности) — 3;
- Иные руководящие работники бюджетных организаций — 1;
- Председатели сельскохозяйственных кооперативов — 1;
- Руководители общественных организаций — 2;
- Представители Молодой гвардии Единой России — 1.

В основном в межрегиональный партийный список вошли действующие депутаты, государственные служащие и руководители государственных организаций, из 5 первых мест в списке группы № 15 действующим депутатам Государственной Думы отдано 3 места, одно место получил 1-й заместитель главы администрации президента России. Рабочих, рядовых работников бюджетных организаций в списке нет. Предприниматели представлены лишь одним председателем сельскохозяйственного кооператива, получившим 8-е место. Руководителям общественных организаций в списке отведены два места — 5-е и 15-е. Таким образом, в межрегиональном списке группы № 15 большинство первых мест получили действующие депутаты Государственной думы.
Среди победителей предварительного голосования оказались восемь руководителей компаний и частных жертвователей, входящих в двадцатку крупнейших спонсоров «ЕР».
Социальный состав итоговых списков кандидатов, зарегистрированных Центральной избирательной комиссией Российской Федерации, был следующим:
- 71 % — занятые в органах власти и бюджетных учреждениях;
- 18 % — предприниматели;
- 9 % — представители некоммерческих организаций;
- 2 % — прочие

Большинство кандидатов составляли действующие депутаты:
- 27 % — действующие депутаты Государственной Думы;
- 21 % — действующие депутаты региональных парламентов;
- 8 % — муниципальные депутаты.

Таким образом 56 % зарегистрированных кандидатов от «Единой России» являлись действующими депутатами.

## Предварительное голосование «Единой России» перед выборами в региональные парламенты и органы местного самоуправления (2016)
На 18 сентября 2016 года одновременно с выборами в Государственную Думу в России были назначены выборы в 38 региональных парламентов. Они связаны с выборами в Государственную Думу тем, что вновь избранные региональные парламенты должны определить по одному члену Совета Федерации (верхней палаты российского парламента).
Федеральный политсовет «Единой России» разрешил проводить предварительное голосование для отбора кандидатов в региональные парламенты по одной из 4-х моделей:
- 1-я модель — право голосовать имеют все избиратели, обладающие активным избирательным правом (как на федеральном уровне). Именно эта модель была рекомендована руководством партии и принята в 2016 году в большинстве регионов;
- 2-я модель — право голосовать имеют все избиратели, обладающие активным избирательным правом, которые зарегистрируются как выборщики;
- 3-я модель — голосуют только члены партии и представители общественных организаций, заключившие с «Единой Россией» специальное соглашение. Эту модель выбрали в 2016 году в Нижегородской области и в Санкт-Петербурге;
- 4-я модель — голосуют только выборщики, утверждённые региональным политсоветом партии (обычно они являются членами регионального политсовета). Такая модель, например, была принята в Дагестане.

Федеральный оргкомитет рекомендовал провести для участников региональных предварительных голосований форумы, аналогичные форуму «Кандидат», который состоялся в Москве для участников предварительного голосования в Государственную Думу.
Даже в случае, если региональное отделение выбирало первую модель, предварительные голосования регионального уровня отличались от федеральных большей закрытостью. Например, региональные предварительные голосования не предусматривали никаких (даже формальных) дебатов между кандидатами. Кроме того, участникам предварительного голосования по выборам в региональные парламенты давали меньше времени на проведение агитационной кампании. Например, регистрация кандидатов в Законодательное собрание Свердловской области завершилась менее, чем за месяц до начала голосования. Ассоциация «ГОЛОС» отметила также слабое информационное освещение хода предварительного голосования регионального уровня, указав, что, например, в Липецкой области информация об участниках предварительного голосования регионального уровня фактически отсутствовала в открытом доступе. Например, по состоянию на 15 июня 2016 года не были обнародованы итоги предварительного голосования регионального уровня в Калининградской и Тверской областях.
На предварительных голосованиях перед выборами в региональные парламенты также имели место нарушения в ходе голосования (например, подкуп избирателей). Итоги региональных предварительных голосований «Единой России» точно также не были обязательными для партийного руководства. Среди победителей предварительного голосования в региональные парламенты партийное руководство провело чистку и перестановки. При этом (как и в случае с отбором кандидатов в Государственную Думу) зачастую не имело значения, сколько голосов избирателей набрал исключаемый кандидат на предварительное голосование 22 мая 2016 года. Например, до выборов в Законодательное собрание Омской области региональное отделение «Единой России» не допустило В. Гуселетова, который дважды набрал большинство голосов избирателей на предварительных голосованиях (по одномандатному округу и по партийному списку). При утверждении списков кандидатов по одномандатным округам в региональные парламенты «Единая Россия» (как и в случае с кандидатами на федеральном уровне) по отдельным округам, где проводились предварительные голосования, не стала выдвигать своих кандидатов. Например, в Свердловской области «Единая Россия» не стала выдвигать своих кандидатов в Законодательное собрание по двум округам. По желанию руководства регионального отделения «Единой России», проигравший в одном округе предварительное голосование кандидата мог быть выдвинут на первое место в другом округе. При этом сколько голосов набрал такой человек роли не играло. Например, на предварительном голосовании 22 мая 2016 года в Калининградскую областную думу по одномандатному округу № 10 директор комбината М. Зацепин занял последнее четвёртое место. Однако региональное руководство «Единой России» поставило М. Зацепина во главе партийного списка Калининградскую по другому округу, в котором он не выдвигался. Даже снятие по рекомендации федерального руководства партии того или иного победителя предварительного голосования, не означало, что он не сможет участвовать в выборах. Например, И. Гаффнер, которого после победы на предварительном голосовании сняли по рекомендации федерального руководства, всё же был избран в Законодательное собрание Свердловской области в качестве самовыдвиженца (при этом он сохранил членство в «Единой России» и пользовался поддержкой регионального руководства).
Социальный состав лиц, выдвинутых «Единой Россией» в региональные парламенты в 2016 году был однороден: в списках абсолютно преобладали действующие региональные депутаты и чиновники. Например, среди 23 кандидатов в Законодательное собрание Свердловской области по одномандатным округам было:
- Действующих депутатов Законодательного собрания Свердловской области — 13;
- Руководителей крупных предприятий — 4;
- Областных чиновников — 1;
- Муниципальных чиновников — 2;
- Муниципальных депутатов — 1;
- Руководителей государственных предприятий — 1;
- Прочих — 1 (доцент Уральского федерального университета).

В 2016 году проходило предварительное голосование «Единой России» также перед предстоящими выборами в органы местного самоуправления. Оно было ещё менее демократично, чем федеральное и часто больше напоминало обычные партийные конференции, где право голоса имело лишь небольшое количество выборщиков. Например, на предварительном голосовании перед выборами в городскую думу Перми, города с более чем миллионным населением, право голоса имели только 500 выборщиков (250 от «Единой России» и 250 от общественных организаций). Сами внутрипартийные выборы муниципального уровня сопровождались скандалами. Например, 20 мая 2016 года, незадолго перед голосованием, формально по собственному желанию сняли свои кандидатуры девять участников предварительного голосования, претендовавшие на выдвижение кандидатами в Саратовскую городскую думу. Кроме того, предварительное голосование муниципального уровня отличалось большой информационной закрытостью. В связи с этим Ассоциация «ГОЛОС» отметила, что практически ни в одном регионе России не публиковалось полной информации о зарегистрированных участниках предварительного голосования муниципального уровня.

## Поддержка предварительного голосования со стороны государственных органов и органов местного самоуправления
Хотя предварительное голосование официально не считалось выборами, но государственные органы, в том числе избирательные комиссии в некоторых регионах России, оказали разного рода помощь в его проведении. Например, в Самарской области от имени губернатора Н. И. Меркушкина были разосланы избирателям письма с приглашением прийти и проголосовать на предварительном голосовании (с указанием фамилии, имени, отчества и адреса избирателя). Также поддержка была оказана со стороны отдельных органов местного самоуправления.

### Государственные избирательные комиссии
По данным организации «Голос» минимум в 30 регионах России для проведения предварительного голосования использовалось имущество государственных избирательных комиссий. Например, избирательная комиссия Алтайского края передала на безвозмездной основе Единой России для проведения предварительного голосования ящики для голосования и информационные стенды. Такая же безвозмездная передача «Единой России» оборудования участковых избирательных комиссий была разрешена в Самарской области приказом областного Министерства имущественных отношений. В некоторых регионах, например, в Липецкой области и Пермском крае «Единой России» было отказано в передаче оборудования участковых избирательных комиссий и партия самостоятельно оборудовала счётные участки. В ряде регионов оборудование избирательных комиссий (например, урны для голосования) использовалось без снятия государственной символики. Такие случаи отмечены в Ивановской, Кировской, Костромской, Курганской, Ленинградской, Новгородской, Новосибирской, Орловской и Рязанской областях, Республике Татарстан и Санкт-Петербурге.

### Общественная палата Российской Федерации

Официальный ответ Администрации президента России о том, что Общественная палата РФ имела право оказывать информационную поддержку предварительному голосованию «Единой России»

Общественная палата Российской Федерации оказала предварительному голосованию «Единой России» заметную информационную поддержку, опубликовав до голосования положительные статьи об этом мероприятии, а также фактически агитировала за некоторых участников предварительного голосования. Накануне голосования (21 мая 2016 года) пресс-служба разместила на официальном сайте Общественной палаты позитивные высказывания о предварительном голосовании Единой России тех шестити членов Общественной палаты РФ, которые выдвинули свои кандидатуры на предварительное голосование. Также Общественная палата по сути агитировала на своём сайте ещё за шесть участников предварительного голосования, которые в состав Палаты не входили. Агитацией вероятно можно считать тот факт, что пресс-служба Общественной палаты РФ об этих шести лицах сообщила до голосования такую позитивную информацию: «Общественная Палата Российской Федерации с особым вниманием следит за тем, как проходят праймериз те гражданские активисты, с кем сложилось активное и плодотворное сотрудничество, как на уровне регионов, так и на федеральном уровне». В этом сообщении были указаны следующие сведения о них, позволяющие избирателю найти их в бюллетене: фамилии, имена, род занятий, а также номера и названия округов, по которым за них можно будет проголосовать на следующий день — 22 мая 2016 года.
20 мая 2016 года на сайте Общественной палаты РФ был опубликован призыв секретаря Палаты А. В. Бречалова к гражданам РФ прийти и проголосовать 22 мая на предварительном голосовании. А. В. Бречалов заверил россиян, что на предварительном голосовании они смогут «выбрать именно тех, кого они хотят видеть кандидатами от партии „Единая Россия“ в своём регионе на предстоящих выборах». Выступления А. В. Бречалова и других членов общественных палат в поддержку предварительного голосования «Единой России» вызвали негативные отклики. Бывший член Общественной палаты РФ Е. Лукьянова назвала агитацию за участие в предварительном голосовании со стороны членов федеральной и региональных общественных палат незаконной, заметив, что «не имеют права члены Общественной палаты допускать любые формы поддержки политических партий». Статья 4 Кодекса этики действительно обязывает каждого члена Общественной палаты «не допускать любых форм публичной поддержки политических партий».
В предварительном голосовании «Единой России» в Государственную думу в 2016 году участвовали в качестве кандидатов следующие члены Общественной палаты РФ:
- Д. Сазонов, лидер пермского отделения Общероссийского народного фронта (победил в Кудымкарском одномандатном округе)[471];
- Н. Епихина (третье место по региональному партийному списку и третье же место по одномандатному округу[472];
- П. Сычёв (седьмое место по региональному партийному списку)[473];
- Л. Духанина (первое место по одномандатному округу)[474];
- К. Затулин (первое место по Сочинскому одномандатному округу)[475];
- А. Шолохов (первое место в региональном партийном списке и первое же место в одномандатном округе)[476].

### Органы местного самоуправления
Некоторые муниципалитеты оказали предварительному голосованию «Единой России» заметную информационную поддержку. по данным Ассоциации «ГОЛОС» на официальных сайтах 45 из 111 муниципальных образований Санкт-Петербурга была размещена информация о проведении предварительного голосования, причём на сайтах 9 муниципальных образований были даны прямые ссылки на сайт «Единой России» с использованием партийной символики (в том числе в ряду ссылок на сайты органов государственной власти).

## Последствия
Предварительное голосование имело следующие последствия:
- Рейтинг «Единой России» после предварительного голосования, по данным социологических служб, упал. Рейтинг партии в мае 2016 года (после предварительного голосования) оказался ниже на 5 %, чем в феврале того же года (до предварительного голосования);
- Повышение узнаваемости партии у избирателей, а также включение в партийный список тех кандидатов, которые стали узнаваемы именно на предварительном голосовании;
- Участки, где проходило предварительное голосование, превратились в места агитации за «Единую Россию», что дало партии преимущество перед конкурентами в последующей избирательной кампании в Государственную Думу России;
- Благодаря предварительному голосованию «Единая Россия» смогла с весны 2016 года размещать агитационные материалы, баннеры и программы, что также давало партии преимущество перед конкурентами.

## Мнения и оценки
Глава Центральной избирательной комиссии Российской Федерации Э. А. Памфилова назвала прошедшее предварительное голосование «Единой России» «большим подарком» для Центризбиркома. Э. А. Памфилова поддержала идею принятия закона, который бы регулировал проведение предварительного голосования. Она посчитала предварительное голосование шагом в развитии внутрипартийной демократии, добавив: «То, что „Единая Россия“ сделала этот первый шаг — это благо для её развития. Хорошо бы, чтобы этому примеру последовали другие».
Пресс-служба Общественной палаты России, не дожидаясь начала голосования, дала предварительному голосованию восторженную оценку: «Предварительные выборы — это относительно новая для российских избирателей процедура и в связи с этим ведётся большая разъяснительная кампания, чтобы помочь гражданам правильно использовать этот инструмент влияния на формирование представительных органов власти. По общему мнению экспертов, праймериз — это инструмент зрелой демократии, обеспечивающий возможность баллотироваться представителям всех социальных слоёв».
Критически отнеслись к прошедшему предварительному голосованию «Единой России» лидеры крупных оппозиционных партий — КПРФ и Справедливой России. Они указывали прежде всего на нарушения в ходе голосования, такие как использование административных ресурсов.
Лидер КПРФ Г. А. Зюганов заявил, что «праймериз „Единой России“ ещё раз показал готовность „партии власти“ к административному и информационному давлению. К игре в выборы, а не конструктивному диалогу и честному соперничеству». Ещё до голосования Зюганов высказывал негативное отношение к нему, утверждая, что «праймериз до конца ничего не решают, там решают деньги и большой капитал». Член Центрального комитета КПРФ В. Ф. Рашкин выступил с более жёстким заявлением, в котором указывая на многочисленные нарушения в ходе предварительного голосования потребовал от главы ЦИК РФ Э. А. Памфиловой, а также от руководителей «Единой России» Д. А. Медведева и С. И. Неверова «запретить „Единой России“ устраивать фальшивые выборы и обманывать доверие наших избирателей».
Лидер «Справедливой России» С. М. Миронов заявил следующее: «Их „праймериз“ — сугубо политтехнологическая придумка. Причём придумка сомнительная: ведь даже словечко „праймериз“ они просто взяли и сдули с американского опыта. Правда, если в США (при всех элементах предвыборного шоу) предварительное голосование всё-таки сопровождается реальным соперничеством между „кандидатами в кандидаты“, то в „ЕР“ в псевдодемократическую форму облекли банальное выдвижение на выборы „нужных людей“… победителям ничего не гарантируется. Конкретные решения по поводу того, кто именно пойдёт от „ЕР“ на выборы, а кто не пойдёт, будут приниматься совсем в других местах и других инстанциях».
Позиция лидера ЛДПР оказалась двойственной. В. В. Жириновский оценил предварительное голосование положительно, заявив следующее: «Мы всё это поддерживаем. „Единая Россия“ правильно сделала, что провела праймериз». Однако сын Жириновского, вице-спикер Государственной Думы И. В. Лебедев направил главе Центризбиркома России депутатский запрос, в котором указывал на нарушения законодательства о политических партиях тем фактом, что для проведения предварительного голосования использовались здания общеобразовательных учреждений. Этот запрос был направлен после того, как предварительное голосование уже прошло, однако о том, что оно будет проводиться, в том числе в школах, было известно заранее.
Руководители Яблока в апреле — июле 2016 года почти ничего не говорили о прошедшем предварительном голосовании «Единой России». Председатель Яблока Э. Э. Слабунова, выступая против проведения в России внутрипартийных выборов, даже не упомянула предварительное голосование «Единой России». В опубликованных на сайте Яблока дайджестах за апрель — июль 2016 года также почти ничего не говорится о предварительном голосовании «Единой России». Лишь в дайджесте за 21 — 27 мая 2016 года им посвящён один абзац, где кратко сказано: «предварительное голосование сопровождалось скандалами и фальсификациями». Ни слова о чистке победителей предварительного голосования, ни о включении в итоговые списки кандидатов лиц, которые в предварительном голосовании не участвовали, в дайджестах нет. Столь мягкая критика контрастировала с гораздо более жёсткими отзывами Яблока о прошедших в 2016 году предварительное голосование близкой по взглядам партии ПАРНАС. Э. Э. Слабунова заявила: «в праймериз Демкоалиции и осенью прошлого года, и в этот раз приняли (или планировали принять участие) менее 0,01 % избирателей. О большой легитимности прошедших предварительных выборов такие цифры явно не говорят». В дайджесте Яблока было подчёркнуто, что результаты голосования не были учтены при формировании федеральной части списка этой партии.

## Предварительное голосование в искусстве
- Уже в июне 2016 года вышла миниатюра-пародия «Праймериз Уральских пельменей», которая довольно точно копировала прошедшее предварительное голосование «Единой России»[488]. В этой миниатюре снялась участница КВН-группы «Уральские пельмени» Ю. Михалкова, которая ранее заняла одно из первых мест в списке партии, но на предварительном голосовании была вынуждена снять свою кандидатуру[488].